# Epiphragma jurator
Epiphragma jurator är en tvåvingeart som beskrevs av Alexander 1948. Epiphragma jurator ingår i släktet Epiphragma och familjen småharkrankar.
Artens utbredningsområde är Peru. Inga underarter finns listade i Catalogue of Life.